# Washburn (Texas)
Washburn è un census-designated place (CDP) della contea di Armstrong nello Stato del Texas, negli Stati Uniti. Al censimento del 2020 possedeva una popolazione di 116 abitanti. Fa parte dell'area metropolitana di Amarillo.

## Geografia fisica
Washburn è situata lungo la U.S. Route 287, nella parte nordorientale della contea di Armstrong, circa 20 miglia a est di Amarillo.

## Storia
Washburn ha fatto parte del JA Ranch dal 1876 al 1887, anno in cui il ranch venne diviso in vari lotti. Robert E. Montgomery, proprietario del lotto 98, nell'agosto dello stesso anno fondò una città con l'obiettivo di farne il capolinea della Fort Worth and Denver Railway. Prese il nome da D.W. Washburn, un impiegato della ferrovia, nonché amico e genero di Grenville M. Dodge, presidente della Union Pacific Railroad. Al momento della sua fondazione, furono scavati due pozzi d'acqua e costruiti una stazione di servizio, uno scivolo per il trasporto del carbone, un deposito ferroviario e recinti per il bestiame. Nel 1888, venne collegata alla Southern Kansas Railway in seguito alla costruzione di un binario a Panhandle. Washburn, nel frattempo, cresceva, furono costruite anche tende, rifugi e baracche fatte in legno, era il centro delle attività per i coloni, gli agricoltori e la gente che abitava nei vicini centri abitati. Un ufficio postale venne istituito nel marzo del 1888, poi chiuso nel 1956, con James Logue come direttore postale, che svolgeva anche il mestiere di giudice di pace. Una banca fu costruita nel 1908, prima di essere "annessa" a quella di Claude nel 1911. Era presente anche un giornale, chiamato Armstrong County Record, oltre alla presenza di tre alberghi e un mobilificio. Nel 1890, prese parte alle elezioni per diventare il capoluogo della contea. A vincerle fu la vicina Claude, non senza poche polemiche sull'esito. Da quel momento in poi, la comunità visse un periodo di declino, dovuto anche alla dismissione dei binari, della chiusura della linea ferroviaria e alla crescita di Amarillo. Molti abitanti si trasferirono altrove e molte aziende chiusero per fallimento. Intanto, nel 1896, il servizio telefonico aveva raggiunto la comunità da Amarillo. Una chiesa metodista fu costruita nel 1907. Nel 1963 venne costruita anche una chiesa battista. La popolazione era di 25 dagli anni 1930 agli anni 1950, fino ad aumentare a 100 nel 1964. In seguito scese a 70 dal 1974 agli anni 1980. Washburn possedeva un albergo, un silo meccanizzato e un'azienda nel 1984. Alcuni residenti si recavano ad Amarillo per lavorare. Nel 1990 la popolazione era di 104 e nel 2000 era aumentata a 120.
Ai giorni d'oggi, il silo meccanizzato è ancora in funzione. Inoltre erano presenti un negozio di generi alimentari, un deposito del legname e due saloon. H.E. White era il proprietario del negozio, del deposito e dei silos meccanizzati della comunità. James Logue donò anche un pezzo di terreno per la costruzione di un cimitero nell'insediamento.
La comunità era anche servita dalla Panhandle and Santa Fe Railway.

## Società

### Evoluzione demografica
Secondo il censimento del 2020, la popolazione era di 116 abitanti.